# Nikitsch
Nikitsch es una localidad del distrito de Oberpullendorf, en el Estado de Burgenland, Austria. Tiene una población estimada, a principios del año 2021, de 1402 habitantes. 
Está ubicada en el centro del Estado, al sur del lago Neusiedl y a solo 4 kilómetros de la frontera con Hungría.
El 87% de la población es de origen croata.